# Дисково форматиране
Дисково форматиране е процесът на подготвяне на твърд диск или друг носител на информация за използване, включително създаването на празна файлова система. Съществуват множество от средства и програми за тази задача.
Големите дискове могат да бъдат разделени на дялове и форматирани със своя собствена файлова система.
Повредена операционна система може да бъде възстановена чрез форматиране на диска и преинсталиране на ОС, като драстично решение за справяне със софтуерен проблем или инфекция от зловредна програма. Очевидно, важните файлове трябва да бъдат архивирани преди това.

## Нива на форматиране
Форматирането на диск включва два съвсем различни процеса познати като форматиране от ниско ниво и форматиране от високо ниво. Първият извършва форматирането на дисковите повърхности и инсталирането но характеристики, като брой на видимите сектори за дисковия контролер. Вторият извършва записването на специфична информация от операционната система.

### Форматиране от ниско ниво при флопи дискове
Форматирането от ниско ниво при флопи дисковете (и по-старите твърди дискове) се извършва от хадуера на дисковия драйв.
Процесът най-лесно се описва при стандартен 1.44 MB флопи диск. Форматирането от ниско ниво при флопи дисковете обикновено записва 18 дискови сектора, всеки с големина 512 байта, върху всяка от 160-те пътечки (по 80 от всяка страна) на флопи дискът, предоставяйки 1 474 560 байта за съхранение на информация.
В действителност секторите са физически по-големи от 512 байта тъй като включват байтове за номера на сектора, контролна сума и синхронизационни полета, които обозначават коректната скорост при която се четат данни от дискът. Тези допълнителни байтове не са включени в тези представящи целия капацитет на диска.
В определени ситуации, могат да бъдат използвани различни методи за форматиране от ниско ниво при един и същ носител на информация; например, могат да бъдат създадени по-големи сектори с цел намаляване на допълнителните байтове за всеки сектор, както и на байтовете разграничаващи секторите.
Някои софтуерни продукти (нарремер Gparted, FDFORMAT, NFORMAT и 2M) позволяват значително повече контрол над форматирането, така форматирани 3½" дискове могат да достигнат капацитет до 2 MB.
Използваните техники включват:
- увеличаване броя на секторите върху пътечката (нормално 1.44 MB формат използва 18 сектора върху пътечка, възможно е този брой да се увеличи до 21 максимум), и
- увеличаване броят на пътечките (повечето драйвове могат да понесат разширяване до 82 пътечки – въпреки че някои могат и повече, други блокират).

### Форматиране от ниско ниво при твърди дискове
Потребителското форматиране от ниско ниво при твърдите дискове е разпространено през 80-те години на 20 век. С навлизането на RLL кодирането, форматирането от ниско ниво става все по-рядко. Така повечето модерни твърди дискове предтавляват вградени системи, които са форматирани фабрично от ниско ниво с физическата си геометрия и не е нужно вмешателство от страна на потребителя.
По-старите твърди дискове притежават непрецизни механизми базирани на постъпковата двигателна технология за придвижване на глава, която локализира пътечките като напредва с определен брой стъпки, така конкретната пътечка трябва да застане под главата. Драйвове форматирани в хоризонтално положение често не функционират във вертикално, поради гравитационната сила, която придърпва механизмът и премества главите съвсем леко извън позицията на пътечкате създадени
в хоризонтално положение. Обикновено форматиране от ниско ниво се прави в позицията за която се предвижда да бъде ползван драйвът.
По-старите твърди дискове използват за съхранение на информация материал с ниско съпротивление на демагнетизация (коерцитивност). При MFM/RLL драйв на който рядко се записва информация последната може да се повреди, поради взаимното неутрализиране на противоположните магнитни домени дефиниращи информационните битове (губят магнитните си свойства). Въпреки че информацията става нечетима, това не е поради дефект на носителя на информация. Форматирането от ниско ниво може да заличи тези сектори, създавайки нови притежаващи други граници, така драйвът може да функционира отново за определен период от време. Някои по-стари инструменти като Spinrite включват обновяване на сектор, която прочита и презаписва всички сектори за да затвърди позицията на магнитните домени.

### Форматиране от високо ниво
Форматирането от високо ниво е процес на създаване на празна файлова система на дискът, и инсталиране на сектор за начално зареждане. Това отнема малко време, и затова понякога се нарича „бързо форматиране“.
В допълнение, по желание целият диск може да бъде сканиран за дефекти, което отнема значително време, до няколко часа за по-големите твърди дискове.
При флопи дисковете, двата вида форматиране обикновено се правят наведнъж от софтуерът. Повечето флопи дискове идват фабрично форматирани с FAT12 файлова система, въпреки че е възможно да бъдат форматирани с друга файлова система, ако е необходимо.

## Форматиране под DOS, OS/2 и Windows
Под MS-DOS, PC-DOS, OS/2 и Microsoft Windows, дисково форматиране може да бъде извършено от format командата. Тя обикновено иска потвърждение с цел да се предотврати случайна загуба на данни, но някои версии на DOS имат недокументирана /AUTOTEST опция; ако се използва потвърждението се прескача и форматирането започва веднага. Също така съществува недокументиран /U параметър, с който се извършва безусловно презаписване на всеки байт от дисковия дял с нули, предотвратявайки възстаовяването на информация чрез софтуер (виж по-долу).